# Володушка козелецелистная
Воло́душка козелецели́стная (лат. Bupleúrum scorzonerifólium) — вид многолетних травянистых растений рода Володушка (Bupleurum) семейства Зонтичные (Apiaceae), лекарственное растение.

## Ботаническое описание
Володушка козелецелистная — растение высотой до 1 м.
Прикорневые и нижние стеблевые листья цельные, плоские, ланцетные и линейно-ланцетные, суженные к основанию, тёмно-зелёные. Листовая пластинка имеет пять—семь резко выделяющихся жилок, что придаёт листу жёсткость.
Соцветие — сложный зонтик до 5—6 мм в поперечнике. Цветки жёлтые, пятичленистые.
Плоды тёмно-коричневые, с острыми крылатыми рёбрами.

## Распространение и среда обитания
Ареал — Китай, Япония, Корейский полуостров, Монголия, Россия.
Растёт на сухих склонах и скалах, каменистых россыпях, а также на заливных лугах с песчаной почвой.

## Хозяйственное значение и применение
С лечебной целью используют листья, цветы, стебли.
Настой из листьев, цветков, стеблей оказывает сокогонное действие на желудок, поджелудочную железу, дает положительный эффект при лечении холецистита.
Растение содержит витамин С.
В народной медицине применяется при болезнях печени и жёлчного пузыря. Клинически установлено желчегонное действие отваров травы.